# Ephraim Mashaba
Ephraim "Shakes" Mashaba (Soweto, 1950. augusztus 6. –) dél-afrikai labdarúgóedző, hátvéd, a válogatott szövetségi kapitánya.

## Pályafutása
A  Vaal Reef Stars csapatánál kezdte edzői tevékenységét, majd a dél-afrikai U20-as válogatottnál dolgozott. 1998–2002 között az U23-as válogatott, majd 2002–2004 között a dél-afrikai válogatott szövetségi kapitánya volt. 2004-ben a Black Leopards vezetőedzőjeként dolgozott, majd 2008–2010 között a szváziföldi válogatott szövetségi kapitánya volt. Ezt követően ismét az U23-as válogatott, majd 2012–2014 között az U17-es, 2014–2016 között újra a dél-afrikai válogatott szövetségi kapitánya volt. 2019-ben a Witbank Spurs szakmai munkáját irányította.